# Ban-de-la-Roche
Pour les articles homonymes, voir Ban.
Le Ban-de-la-Roche est une ancienne commune française, formée le 1er janvier 1974 par la fusion des communes de Belmont, Bellefosse et Waldersbach. Le 1er janvier 1975, la commune de Fouday fusionne à son tour.
Mais le 1er janvier 1992, chacune des communes associées se sont rétablies dans leurs périmètres d'origine.
Le nom vient de l'ancien comté du Ban de la Roche, le ban désigne  le territoire où s'exerce la juridiction d'un suzerain. Le ban permettait en outre au seigneur d'exiger un droit de passage sur ses terres, un péage.